# Municipio de Filmore
El municipio de Filmore (en inglés: Filmore Township) es un municipio ubicado en el condado de Bollinger en el estado estadounidense de Misuri. En el año 2010 tenía una población de 488 habitantes y una densidad poblacional de 3,1 personas por km².

## Geografía
El municipio de Filmore se encuentra ubicado en las coordenadas 37°14′31″N 90°10′28″O / 37.24194, -90.17444. Según la Oficina del Censo de los Estados Unidos, el municipio tiene una superficie total de 157.24 km², de la cual 156,71 km² corresponden a tierra firme y (0,34 %) 0,54 km² es agua.

## Demografía
Según el censo de 2010, había 488 personas residiendo en el municipio de Filmore. La densidad de población era de 3,1 hab./km². De los 488 habitantes, el municipio de Filmore estaba compuesto por el 96,31 % blancos, el 0,2 % eran afroamericanos, el 2,05 % eran amerindios, el 0,2 % eran de otras razas y el 1,23 % eran de una mezcla de razas. Del total de la población el 0,2 % eran hispanos o latinos de cualquier raza.